# Тмогви (крепость)
Тмогви (груз. თმოგვის ციხე) — средневековая крепость на юге Грузии, на территории края Самцхе-Джавахети. Расположена на левом берегу реки Кура, на территории Аспиндзского муниципалитета, близ одноимённого села Тмогви. 
Вблизи крепости обнаружено курганное поле, датирующееся III—II тысячелетиями до н. э..

## История
Тмогви был построен как оборонительное сооружение в Джавахети, контролирующее древний торговый путь, связывавший Грузию с Малой Азией. Впервые крепость упоминается в источниках IX века.  
Тмогви приобрел значение после того, как соседний город и крепость Цунда был разрушен ок. 900 г.. К началу XI века крепость перешла под контроль Грузинского царства.
С 1073 года крепость была во владении князей Куабулидзе, в последующих веках крепость принадлежала знаменитым княжеским фамилиям Торели, Тмогвели, Шаликашвили и Джакели. Из Тмогви происходил знаменитый средневековый грузинский писатель Саргис Тмогвели. 1578 году крепость захватила Османская империя. По результатам русско-турецкой войны 1828-1829 годов крепость перешла в собственность Российской империи.

## Расположение
Крепость расположена на трех холмах, возвышенностях, окруженных стеной (длина - 150 м и ширина 3 м). На каждом холме были построены несколько башен.

## Известные уроженцы
- Григор Татеваци — армянский философ, педагог и церковный деятель XIV века

## В популярной культуре и традициях
В 1902 году армянский писатель Ованес Туманян посвятил крепости поэму «Взятие крепости Тмук». Спустя какое-то время, русской поэтессой Софией Парнок было написано либретто «Взятие Тмкаберда». По мотивам поэмы в 1928 году А. А. Спендиаров написал оперу "Алмаст".
По армянскому преданию, записанному научной экспедицией, крепостью владел армянский князь, который успешно отражал все попытки захватчиков штурмом взять крепость. Однако персидский шах соблазнив супругу армянского князя хитростью овладел крепостью. Жена князя отравила своего мужа и напоила его войско, после чего открыла ворота врагу. Персы овладев крепостью армянского князя учинили жестокую расправу над ее защитниками и жителями близлежащих деревень.